# Country-Musik 2004
Die Liste bietet eine Übersicht über das Jahr 2004 im Genre Country-Musik.

## Top Hits des Jahres

### Year-End-Charts
Dies ist die Top 10 der Year-End-Charts, die vom Billboard-Magazin erhoben wurde.
1. Live Like You Were Dying – Tim McGraw
2. Remember When – Alan Jackson
3. You’ll Think of Me – Keith Urban
4. When the Sun Goes Down – Kenny Chesney with Uncle Kracker
5. Letters from Home – John Michael Montgomery
6. American Soldier – Toby Keith
7. Mayberry – Rascal Flatts
8. Suds in the Bucket – Sara Evans
9. Watch the Wind Blows By – Tim McGraw
10. Days Go By – Keith Urban

### Nummer-1-Hits
Die folgende Liste umfasst die Nummer-eins-Hits der Hot Country Singles & Tracks (heute Billboard Hot Country Songs) des US-amerikanischen Musikmagazines Billboard chronologisch nach Wochenplatzierung.
- 3. Januar – There Goes My Life – Kenny Chesney (seit 20. Dezember des Vorjahres)
- 7. Februar – Remember When – Alan Jackson
- 21. Februar – American Soldier – Toby Keith
- 20. März – Watch the Wind Blow By – Tim McGraw
- 3. April – When the Sun Goes Down – Kenny Chesney with Uncle Kracker
- 8. Mai – You'll Think of Me – Keith Urban
- 22. Mai – Mayberry – Rascal Flatts
- 29. Mai – Redneck Woman – Gretchen Wilson
- 3. Juli – If You Ever Stop Lovin' Me – Montgomery Gentry
- 10. Juli – Whiskey Girl – Toby Keith
- 17. Juli – Live Like You Were Dying – Tim McGraw
- 7. August – Somebody – Reba McEntire
- 11. September – Girls Lie Too – Terri Clark
- 18. September – Days Go By – Keith Urban
- 16. Oktober – Suds in the Bucket – Sara Evans
- 23. Oktober – I Hate Everything – George Strait
- 6. November – In a Real Love – Phil Vassar
- 20. November – Mr. Mom – Lonestar
- 4. Dezember – Nothin' On But the Radio – Gary Allan
- 18. Dezember – Back When – Tim McGraw
- 25. Dezember – Some Beach – Blake Shelton

### Weitere Hits
Diese Hits waren mindestens in der Top 20 vertreten.
- Break Down Here – Julie Roberts
- Cool To Be A Fool – Joe Nichols
- Desperately – George Strait
- Drinkin' Bone – Tracy Byrd
- Good Little Girls – Blue County
- Here For the Party – Gretchen Wilson
- Hey Good Lookin‘ – Jimmy Buffett and friends
- Honesty (Write Me A List) – Rodney Atkins
- Hot Mama – Trace Adkins
- I Got A Feelin‘ – Billy Currington
- I Wanna Do it All – Terri Clark
- I Want To Live – Josh Gracin
- If Nobody Believed In You – Joe Nichols
- In My Daughter's Eyes – Martina McBride
- Let's Be Us Again – Lonestar
- Letters From Home – John Michael Montgomery
- Little Moments – Brad Paisley
- Loco – David Lee Murphy
- Long Black Train – Josh Turner
- Me And Emily – Rachel Proctor
- Paint Me A Birmingham – Tracy Lawrence
- Perfect – Sara Evans
- Rough & Ready – Trace Adkins
- Save a Horse, Ride a Cowboy – Big & Rich
- She Thinks She Needs Me – Andy Griggs
- Simple Life – Carolyn Dawn Johnson
- Spend My Time – Clint Black
- Songs About Rain – Gary Allan
- Stays in Mexico – Toby Keith
- Sweet Southern Comfort – Buddy Jewell
- That's What It's All About – Brooks & Dunn
- That's What She Gets For Loving Me – Brooks & Dunn
- Too Much of a Good Thing – Alan Jackson
- Whiskey Lullaby – Brad Paisley and Alison Krauss
- The Woman With You – Kenny Chesney
- You Can't Take the Honky-Tonk Out of the Girl – Brooks & Dunn

## Alben

### Year-End-Charts
Dies ist die Top 10 der Year-End-Charts, die vom Billboard-Magazin erhoben wurde.
1. Shock’n Y’All – Toby Keith
2. When the Sun Goes Down – Kenny Chesney
3. Here for the Party – Gretchen Wilson
4. Live Like You Were Dying – Tim McGraw
5. Horse of a Different Color – Big & Rich
6. Greatest Hits Volume II and Some Other Stuff – Alan Jackson
7. Golden Road – Keith Urban
8. License to Chill – Jimmy Buffett
9. Mud on the Tires – Brad Paisley
10. Greatest Hits Volume II – Alan Jackson

### Nummer-1-Alben
Die folgende Liste umfasst die Nummer-eins-Hits der Billboard Top Country Albums des US-amerikanischen Musikmagazines Billboard chronologisch nach Wochenplatzierung.
- 3. Januar – Shock’n Y’All – Toby Keith (seit 22. November des Vorjahres)
- 21. Februar – When the Sun Goes Down – Kenny Chesney
- 29. Mai – Here for the Party – Gretchen Wilson
- 29. Mai – Watch the Wind Blow By – Tim McGraw
- 31. Juli – License to Chill – Jimmy Buffett
- 4. September – Horse of a Different Color – Big & Rich
- 11. September – Live Like You Were Dying – Tim McGraw
- 25. September – What I Do – Alan Jackson
- 2. Oktober – Live Like You Were Dying – Tim McGraw
- 9. Oktober – Be Here – Keith Urban
- 16. Oktober – Feels Like Today – Rascal Flatts
- 23. Oktober – 50 Number Ones – George Strait
- 27. November – Greatest Hits – Shania Twain

### Weitere Alben aus den Top 10
- 42 Ultimate Hits – Kenny Rogers (Capitol Nashville)
- Between Here and Gone – Mary Chapin Carpenter (Columbia)
- Blake Shelton's Barn & Grill – Blake Shelton (Warner Bros.)
- Blue Collar Comedy Tour Rides Again Soundtrack – Various Artists (Warner Bros)
- Darryl Worley – Darryl Worley (DreamWorks Nashville)
- Definitive All-Time Greatest Hits – John Denver (RCA)
- Greatest Hits – Lee Ann Womack (MCA Nashville)
- The Greatest Hits 1994–2004 – Terri Clark (Mercury)
- Greatest Hits 2 – Toby Keith (Dreamworks Nashville)
- Greatest Hits Collection II – Brooks & Dunn (Arista Nashville/BMG)
- Have Your Loved Ones Spayed or Neutered – Jeff Foxworthy (Warner Bros)
- Josh Garcin – Josh Garcin (Lyric Sheet)
- Julie Roberts – Julie Roberts (Mercury Nashville)
- Let’s Be Us Again – Lonestar (BNA)
- Letters from Home – John Michael Montgomery (Warner Bros)
- Lonely Runs Both Ways – Alison Krauss & Union Station (Rounder)
- Lucky Ones – Pat Green (Republic)
- My Honky Tonk History – Travis Tritt (Columbia)
- Outlaws and Angels – Willie Nelson (Lost Highway)
- Patient Man – Brad Cotter (Epic)
- Patriotic Country – Various Artists (BMG Heritage)
- Revelation – Joe Nichols (Universal South)
- Shaken Not Stirred – Phil Vassar
- Songs Inspired by the Passion of Christ – Various Artists (Universal South)
- Soul Gravy – Cross Canadian Ragweed (Universal South)
- Spend My Time – Clint Black (Equity)
- Sweet Right Here – SHeDaisy (Lyric Street)
- This I Gotta See – Andy Griggs (RCA Nashville)
- Twice the Speed of Life – Sugarland (Mercury)
- The Ultimate Alabama – Alabama (RCA Nashville)
- Van Lear Rose – Loretta Lynn (Interscope)
- The Very Best Of – Dwight Yoakam (Rhino)
- The Very Best Of  – Randy Travis (Rhino)
- A Very Larry Christmas – Larry the Cable Guy (Warner Bros)
- When the Sun Goes Down – Kenny Chesney (BNA)
- Where I Belong – Rachel Procter (BNA)
- You Do Your Thing – Montgomery Gentry (Columbia)

## Gestorben
- 2. Mai – Curtis Gordon, 75, Country- und Rockabilly-Sänger
- 10. Juni – Ray Charles , 73, musikalisches Multitalent mit wichtigen Beiträgen zur Country-Musik
- 9. August – Sam Hogin, 52 oder 53, Songwriter, bekanntester Song: A Broken Wing für Martina McBride[5]
- 19. September – Skeeter Davis, 72, bekanntester Song: The End of the World.
- 11. Oktober – Max D. Barnes. 68, Songwriter und Musikproduzent[6]
- 23. September – Roy Drusky , 74, Grand Ole Opry -Star der 1960er Jahre
- 27. Dezember – Hank Garland, 74, Country- und Jazz-Gitarrist

## Neue Mitglieder der Hall of Fames

### International Bluegrass Music Hall of Fame
- John Ray „Curley“ Seckler
- Bill Vernon

### Country Music Hall of Fame
- Jim Foglesong (1922–2013)
- Kris Kristofferson (1936–2024)

### Canadian Country Music Hall of Fame
- The Good Brothers
- „Weird“ Harold Kendall

### Nashville Songwriters Hall of Fame
- John Anderson
- Paul Craft
- Tom Douglas
- Gretchen Peters[7]

## Die wichtigsten Auszeichnungen

### Grammys
- Best Female Country Vocal Performance – Keep on the Sunny Side, June Carter Cash.
- Best Male Country Vocal Performance – Next Big Thing, Vince Gill.
- Best Country Performance By A Duo Or Group – A Simple Life, Ricky Skaggs & Kentucky Thunder.
- Best Country Collaboration With Vocals – How's the World Treating You, Alison Krauss and James Taylor.
- Best Country Instrumental Performance – Cluck Old Hen, Alison Krauss & Union Station.
- Best Country Song – It's Five O'Clock Somewhere, Jim ''Moose'' Brown and Don Rollins.
- Best Country Album – Livin', Lovin', Losin' – Songs of the Louvin Brothers, Various Artists (Carl Jackson, producer).
- Best Bluegrass Album – Live, Alison Krauss & Union Station.

### ARIA Awards
- Best Country Album – Wayward Angel – Kasey Chambers

### Academy of Country Music
- Entertainer of the Year – Toby Keith
- Song of the Year – Three Wooden Crosses – Randy Travis
- Single of the Year – It’s Five O’ Clock Somewhere – Alan Jackson & Jimmy Buffett
- Album of the Year – Shock’n Y’All  – Toby Keith
- Top Male Vocalist – Toby Keith
- Top Female Vocalist – Martina McBride
- Top Vocal Duo – Brooks & Dunn
- Top Vocal Group – Rascal Flatts
- Top New Artist – Dierks Bentley
- Vocal Event of the Year –  It’s Five O’ Clock Somewhere – Alan Jackson & Jimmy Buffett
- ACM/Home Depot Humanitarian of the Year – Martina McBride[8]

### Country Music Association Awards
- Entertainer of the Year – Kenny Chesney
- Song of the Year – Live Like You Were Dying – Tim McGraw
- Single of the Year – Live Like You Were Dying – Tim McGraw
- Album of the Year – When the Sun Goes Down – Kenny Chesney
- Male Vocalist of the Year – Keith Urban
- Female Vocalist of the Year – Martina McBride
- Vocal Duo of the Year – Brooks & Dunn
- Vocal Group of the Year – Rascal Flatts
- Musician of the Year – Dann Huff
- Horizon Award – Gretchen Wilson
- Musical Event of the Year – Brad Paisley und Alison Krauss – Whiskey Lullaby
- Music Video of the Year – Whiskey Lullaby – Brad Paisley und Alison Krauss

### American Music Awards
- Favorite Country Male Artist – Toby Keith
- Favorite Country Female Artist – Reba McEntire
- Favorite Country Band/Duo/Group – Brooks & Dunn
- Favorite Country Album – Shock’n Y’all – Toby Keith[9]